# Cadena de Cristal
La Cadena de Cristal (o Gläserne Kette, en alemán original) fue un grupo expresionista de la Alemania de entreguerras formado por pintores y arquitectos y liderado por Bruno Taut.
El grupo estuvo activo entre noviembre de 1919 y diciembre de 1920. Sus miembros intercambiaban ideas, dibujos y escritos por correspondencia. Cada uno tenía un seudónimo propio. El grupo principal estaba formado por Bruno Taut (seudónimo: "Glas"), Max Taut (sin seudónimo), Wilhelm Brückmann ("Brexbach"), Alfred Brust ("Cor"), Hermann Finsterlin ("Prometh"), Paul Goesch ("Tancred"), Jacobus Goettel ("Stellarius"), Otto Gröne, Walter Gropius ("Mass"), Wenzel Hablik ("W.H."), Hans Hansen ("Antischmitz"), los hermanos Hans ("Angkor") y Wassili Luckhardt("Zacken") y Hans Scharoun ("Hannes").
El grupo se relacionó con otros de la época, con los que frecuentemente compartía miembros, en especial el Novembergruppe ( o "Grupo de Noviembre"), el Arbeitsrat für Kunst ("Consejo de trabajadores por el arte") y der Ring ("el Anillo", este último formado exclusivamente por arquitectos).
Muchos de los dibujos originales se encuentran en los archivos de la Academia de las Artes de Berlín.